# Bhutaans voetbalelftal (mannen)
Het Bhutaans voetbalelftal is een team van voetballers die Bhutan vertegenwoordigt bij internationale wedstrijden zoals de kwalificatiewedstrijden voor het Wereldkampioenschap voetbal en het Aziatisch kampioenschap.
Het voetbalelftal van Bhutan speelde in 2002 samen met het voetbalelftal van Montserrat de hoofdrol in de film The Other Final, een film over de, ten tijde van opname, twee laagst gekwalificeerde teams van de FIFA-wereldranglijst. Bhutan bevond zich vanaf 2012 vrijwel onafgebroken op de (vrijwel) laatste plaats van de wereldranglijst, tot in maart 2015 twee interlands tegen Sri Lanka gewonnen werden in het WK-kwalificatietoernooi. Daarmee steeg het Bhutaans elftal van de laagste positie op de ranglijst naar zijn hoogste positie ooit, de 159ste positie in juni 2015.

## Deelnames aan internationale toernooien
Bhutan speelde op 12 maart 2015 zijn eerste kwalificatiewedstrijd voor het wereldkampioenschap voetbal. De wedstrijd werd gespeeld in Colombo tegen Sri Lanka. De uitslag werd 1–0 voor Bhutan door een goal van Tshering Dorji in de 84e minuut. Bhutan zou zich later plaatsen voor de tweede ronde en daar uitgeschakeld worden.  

### Wereldkampioenschap
| Wereldkampioenschap voetbal overzicht | Wereldkampioenschap voetbal overzicht | Wereldkampioenschap voetbal overzicht | Wereldkampioenschap voetbal overzicht | Wereldkampioenschap voetbal overzicht | Wereldkampioenschap voetbal overzicht | Wereldkampioenschap voetbal overzicht | Wereldkampioenschap voetbal overzicht | Wereldkampioenschap voetbal overzicht |
| Jaar                                  | Ronde                                 | Wed.                                  | W                                     | G                                     | V                                     | DV                                    | DT                                    |                                       |
| ------------------------------------- | ------------------------------------- | ------------------------------------- | ------------------------------------- | ------------------------------------- | ------------------------------------- | ------------------------------------- | ------------------------------------- | ------------------------------------- |
| 2010                                  | Teruggetrokken                        | Teruggetrokken                        | Teruggetrokken                        | Teruggetrokken                        | Teruggetrokken                        | Teruggetrokken                        | Teruggetrokken                        |                                       |
| 2014                                  | Geen deelname                         | Geen deelname                         | Geen deelname                         | Geen deelname                         | Geen deelname                         | Geen deelname                         | Geen deelname                         |                                       |
| 2018                                  | Niet gekwalificeerd                   | Niet gekwalificeerd                   | Niet gekwalificeerd                   | Niet gekwalificeerd                   | Niet gekwalificeerd                   | Niet gekwalificeerd                   | Niet gekwalificeerd                   |                                       |
| 2022                                  | Niet gekwalificeerd                   | Niet gekwalificeerd                   | Niet gekwalificeerd                   | Niet gekwalificeerd                   | Niet gekwalificeerd                   | Niet gekwalificeerd                   | Niet gekwalificeerd                   |                                       |
| 2026                                  | Niet gekwalificeerd                   | Niet gekwalificeerd                   | Niet gekwalificeerd                   | Niet gekwalificeerd                   | Niet gekwalificeerd                   | Niet gekwalificeerd                   | Niet gekwalificeerd                   |                                       |

### Aziatisch kampioenschap
| Aziatisch kampioenschap voetbal overzicht | Aziatisch kampioenschap voetbal overzicht | Aziatisch kampioenschap voetbal overzicht | Aziatisch kampioenschap voetbal overzicht | Aziatisch kampioenschap voetbal overzicht | Aziatisch kampioenschap voetbal overzicht | Aziatisch kampioenschap voetbal overzicht | Aziatisch kampioenschap voetbal overzicht | Aziatisch kampioenschap voetbal overzicht |
| Jaar                                      | Ronde                                     | Wed.                                      | W                                         | G                                         | V                                         | DV                                        | DT                                        |                                           |
| ----------------------------------------- | ----------------------------------------- | ----------------------------------------- | ----------------------------------------- | ----------------------------------------- | ----------------------------------------- | ----------------------------------------- | ----------------------------------------- | ----------------------------------------- |
| 2000                                      | Niet gekwalificeerd                       | Niet gekwalificeerd                       | Niet gekwalificeerd                       | Niet gekwalificeerd                       | Niet gekwalificeerd                       | Niet gekwalificeerd                       | Niet gekwalificeerd                       |                                           |
| 2004                                      | Niet gekwalificeerd                       | Niet gekwalificeerd                       | Niet gekwalificeerd                       | Niet gekwalificeerd                       | Niet gekwalificeerd                       | Niet gekwalificeerd                       | Niet gekwalificeerd                       |                                           |
| 2007–2015                                 | Geen deelname                             | Geen deelname                             | Geen deelname                             | Geen deelname                             | Geen deelname                             | Geen deelname                             | Geen deelname                             |                                           |
| 2019                                      | Niet gekwalificeerd                       | Niet gekwalificeerd                       | Niet gekwalificeerd                       | Niet gekwalificeerd                       | Niet gekwalificeerd                       | Niet gekwalificeerd                       | Niet gekwalificeerd                       |                                           |
| 2023                                      | Niet gekwalificeerd                       | Niet gekwalificeerd                       | Niet gekwalificeerd                       | Niet gekwalificeerd                       | Niet gekwalificeerd                       | Niet gekwalificeerd                       | Niet gekwalificeerd                       |                                           |

### Zuid-Aziatisch kampioenschap
| Zuid-Aziatisch kampioenschap voetbal overzicht | Zuid-Aziatisch kampioenschap voetbal overzicht | Zuid-Aziatisch kampioenschap voetbal overzicht | Zuid-Aziatisch kampioenschap voetbal overzicht | Zuid-Aziatisch kampioenschap voetbal overzicht | Zuid-Aziatisch kampioenschap voetbal overzicht | Zuid-Aziatisch kampioenschap voetbal overzicht | Zuid-Aziatisch kampioenschap voetbal overzicht | Zuid-Aziatisch kampioenschap voetbal overzicht |
| Jaar                                           | Ronde                                          | Wed.                                           | W                                              | G                                              | V                                              | DV                                             | DT                                             |                                                |
| ---------------------------------------------- | ---------------------------------------------- | ---------------------------------------------- | ---------------------------------------------- | ---------------------------------------------- | ---------------------------------------------- | ---------------------------------------------- | ---------------------------------------------- | ---------------------------------------------- |
| 2003                                           | Groepsfase                                     | 3                                              | 0                                              | 0                                              | 3                                              | 0                                              | 11                                             |                                                |
| 2005                                           | Groepsfase                                     | 3                                              | 0                                              | 0                                              | 3                                              | 1                                              | 9                                              |                                                |
| 2008                                           | Halve finale                                   | 4                                              | 1                                              | 1                                              | 2                                              | 5                                              | 6                                              |                                                |
| 2009                                           | Groepsfase                                     | 3                                              | 0                                              | 0                                              | 3                                              | 0                                              | 17                                             |                                                |
| 2011                                           | Groepsfase                                     | 3                                              | 0                                              | 0                                              | 3                                              | 0                                              | 16                                             |                                                |
| 2013                                           | Groepsfase                                     | 3                                              | 0                                              | 0                                              | 3                                              | 4                                              | 16                                             |                                                |
| 2015                                           | Groepsfase                                     | 3                                              | 0                                              | 0                                              | 3                                              | 1                                              | 9                                              |                                                |
| 2018                                           | Groepsfase                                     | 3                                              | 0                                              | 0                                              | 3                                              | 0                                              | 9                                              |                                                |
| 2021                                           | Geen deelname                                  | Geen deelname                                  | Geen deelname                                  | Geen deelname                                  | Geen deelname                                  | Geen deelname                                  | Geen deelname                                  |                                                |
| 2023                                           | Groepsfase                                     | 3                                              | 0                                              | 0                                              | 3                                              | 2                                              | 9                                              |                                                |

### AFC Challenge Cup
| AFC Challenge Cup overzicht | AFC Challenge Cup overzicht | AFC Challenge Cup overzicht | AFC Challenge Cup overzicht | AFC Challenge Cup overzicht | AFC Challenge Cup overzicht | AFC Challenge Cup overzicht | AFC Challenge Cup overzicht | AFC Challenge Cup overzicht |
| Jaar                        | Ronde                       | Wed.                        | W                           | G                           | V                           | DV                          | DT                          |                             |
| --------------------------- | --------------------------- | --------------------------- | --------------------------- | --------------------------- | --------------------------- | --------------------------- | --------------------------- | --------------------------- |
| 2006                        | Groepsfase                  | 3                           | 0                           | 1                           | 2                           | 0                           | 3                           |                             |
| 2008                        | Niet gekwalificeerd         | Niet gekwalificeerd         | Niet gekwalificeerd         | Niet gekwalificeerd         | Niet gekwalificeerd         | Niet gekwalificeerd         | Niet gekwalificeerd         |                             |
| 2010                        | Niet gekwalificeerd         | Niet gekwalificeerd         | Niet gekwalificeerd         | Niet gekwalificeerd         | Niet gekwalificeerd         | Niet gekwalificeerd         | Niet gekwalificeerd         |                             |
| 2012                        | Niet gekwalificeerd         | Niet gekwalificeerd         | Niet gekwalificeerd         | Niet gekwalificeerd         | Niet gekwalificeerd         | Niet gekwalificeerd         | Niet gekwalificeerd         |                             |
| 2014                        | Geen deelname               | Geen deelname               | Geen deelname               | Geen deelname               | Geen deelname               | Geen deelname               | Geen deelname               |                             |

## FIFA-wereldranglijst[3]
| 2000 | 2001 | 2002 | 2003 | 2004 | 2005 | 2006 | 2007 | 2008 | 2009 | 2010 | 2011 | 2012 | 2013 | 2014 | 2015 | 2016 | 2017 | 2018 |
| ---- | ---- | ---- | ---- | ---- | ---- | ---- | ---- | ---- | ---- | ---- | ---- | ---- | ---- | ---- | ---- | ---- | ---- | ---- |
| 201  | 202  | 199  | 187  | 187  | 190  | 192  | 198  | 187  | 196  | 197  | 202  | 207  | 207  | 209  | 188  | 177  | 187  | 186  |

BFF · Bhutaans vrouwenelftal
Afghanistan ·
Bangladesh ·
Brunei ·
Cambodja ·
Centraal-Afrikaanse Republiek ·
China ·
Filipijnen ·
Guam ·
Hongkong ·
India ·
Indonesië ·
Jemen ·
Koeweit ·
Laos ·
Libanon ·
Macau ·
Malediven ·
Maleisië ·
Mongolië ·
Montserrat ·
Nepal ·
Oman ·
Pakistan ·
Palestina ·
Qatar ·
Saoedi-Arabië ·
Sri Lanka ·
Tadzjikistan ·
Thailand ·
Turkmenistan